# Auguste Angellier
Jean Auguste Angellier, född 1 juli 1848 i Dunkerque, död 28 februari 1911, var en fransk litteraturhistoriker och lyriker.
Han uppträdde i Étude sur la vie et les oeuvres de Robert Burns (1892-93) mot Hippolyte Taines historiska metod till förmån för en individualpsykolosgisk diktarestetik.